# One Cook Islands Movement
Il One Cook Islands Movement (precedentemente noto come Cook Islands One) è un partito politico delle Isole Cook.

## Storia
Il partito è stato fondato nel maggio 2014 dall'ex ministro Teina Bishop, in seguito alla sua espulsione dal Cook Islands Party a causa delle sue dimissioni. Anche George Angene ha aderito al movimento.
Il partito ha presentato quattro candidati alle elezioni del 2014, nei collegi di Tupapa-Maraerenga, Arutanga-Reureu-Nikaupara, Mauke e Pukapuka-Nassau, vincendo due seggi.
Alle elezioni del 2018 ha vinto un seggio.

## Risultati elettorali
| Elezione | Voti | %    | Seggi  | +/– |
| -------- | ---- | ---- | ------ | --- |
| 2014     | 790  | 9.4  | 2 / 24 | 2   |
| 2018     | 934  | 10.8 | 1 / 24 | 1   |